# Ban Johnson
Ban Johnson, nome esteso Byron Bancroft Johnson (Norwalk, 5 gennaio 1864 – St. Louis, 28 marzo 1931), è stato un dirigente sportivo statunitense.
Fu il primo presidente e fondatore della American League of Base Ball Clubs e mantenne la carica dal 1901 al 1912.
Presidente in precedenza della Western League, Johnson è ricordato per le sue battaglie contro l'organizzazione della National League, colpevole secondo lui di ridurre il baseball a semplice intrattenimento maschile, lontano dalle famiglie e dalle donne. Fin dai primi anni di attività la sua lega, la Western League si impose alla attenzione non solo quale migliore tra le minor league, ma anche quale più corretta e meno rude delle altre leghe di baseball.
Johnson capì in fretta che la riduzione da dodici ad otto squadre della National League avrebbe lasciato orfane di franchige professionistiche alcune città in cui il baseball era molto diffuso come Baltimora, Cleveland e Washington e ne approfittò, estendendo i confini territoriali della propria lega e trasformandola in lega nazionale.
Altra intuizione di Johnson che fece la fortuna della neonata American League fu la volontà di collocare delle squadre in città che già avevano una squadra come Boston, Chicago e soprattutto New York, in modo tale da concorrere apertamente con la National League e vedersi a breve riconosciuto il titolo di major league
Johnson morì all'età di 67 anni a St. Louis, nel Missouri. È stato ammesso nella Baseball Hall of Fame nel 1937, come uno dei membri fondatori.